# Jiang Xu
Jiang Xu (蒋旭S, Jiǎng XùP; Shenyang, 21 agosto 1973) è un'ex cestista cinese.

## Carriera
Con la Cina ha disputato i Campionati mondiali del 1998.